# Голни-Вольмера
Голни-Вольмера (пол. Hołny Wolmera) — село в Польщі, у гміні Сейни Сейненського повіту Підляського воєводства.
Населення — 151 особа (2011).
У 1975-1998 роках село належало до Сувальського воєводства.

## Демографія
Демографічна структура станом на 31 березня 2011 року:
|          | Загалом | Допрацездатний вік | Працездатний вік | Постпрацездатний вік |
| -------- | ------- | ------------------ | ---------------- | -------------------- |
| Чоловіки | 85      | 18                 | 51               | 16                   |
| Жінки    | 66      | 9                  | 30               | 27                   |
| Разом    | 151     | 27                 | 81               | 43                   |